# Cyathea obnoxia
Cyathea obnoxia là một loài dương xỉ trong họ Cyatheaceae. Loài này được Lehnert mô tả khoa học đầu tiên năm 2006.